# Вуд, Эрнст Эгертон
Эрнст Эгертон Вуд (англ. Ernest Egerton Wood; 18 августа 1883, Манчестер, Англия — 17 сентября 1965, Хьюстон, США) — теософ, востоковед, преподаватель санскрита, популяризатор йоги и автор многочисленных книг, в том числе об основах концентрации, медитации и йоги.

## Биография
Вуд получил образование в Манчестере в технологическом колледже, где изучал химию, физику и геологию. С юности он заинтересовался буддизмом и йогой, начал изучать санскрит.
Прослушав лекцию известного теософа Анни Безант, Вуд заинтересовался теософией и вступил в Манчестерское отделение английской секции Теософского Общества (ТО), которая тогда была одной из крупнейших секций ТО. В 1908 году, когда Анни Безант стала президентом ТО и уехала в Адьяр, он последовал за ней и вскоре стал её помощником. С 1909 по 1914 был личным секретарём Ч. Ледбитера.
По предложению Анни Безант Вуд начал активную деятельность в сфере образования. В 1910 году он занял пост директора или президента нескольких школ и колледжей, основанных ТО, стал профессором физики. Своей лекционной и публицистической деятельностью он активно способствовал распространению теософских идей, посетив несколько стран. До конца Второй мировой войны он жил в Индии, после чего переехал в США.
Впоследствии, разочаровавшись в Теософском Обществе и направлении, которое приняла его деятельность, Вуд оставил это общество и посвятил себя изучению классической йоги.